# Michiel Peters
Michiel Peters (Amsterdam, 10 december 1951) is medeoprichter, zanger, gitarist, componist en tekstschrijver van de Amsterdamse popgroep Nits tussen 1974 en 1985.
Michiel Peters ontmoet op de kleuterschool de latere Nits-drummer Rob Kloet. Ze bleven contact houden en werkten muzikaal samen in de jaren 60 in de groep The Acclaim. Eind jaren 60 ontmoet hij Henk Hofstede. Rond deze tijd startte hij een studie sociologie, die hij in 1978 afrondde. Begin jaren 70 richt hij met onder anderen Hofstede en de broers Brautigam de groep Midas op. Deze was geen lang leven beschoren, maar vormde de kiem van The Nits, welke opgericht werd in 1974 door Peters, Henk Hofstede, jeugdvriend Rob Kloet en Alex Roelofs.
The Nits spelen tussen 1974 en 1977 voornamelijk losse optredens in kleine zalen in en rond Amsterdam. Tegelijkertijd namen ze vele demo's op. Samen met Henk Hofstede was Peters de songwriter en was hij naast leadgitarist ook leadzanger op vele nummers. Als in 1978 de debuutplaat van The Nits uitkomt, neemt het toeren flink toe. Tussen 1978 en 1984 komt er ieder jaar minstens één album uit, terwijl de band non-stop blijft toeren door Nederland en verschillende Europese landen.
Peters heeft ondertussen een gezin en begint het toeren en het muzikantenleven beu te worden. In 1985 besluit hij de band te verlaten. Op 2 juni 1985 speelt hij zijn laatste concert als Nits-bandlid in het Vondelpark in Amsterdam.
Datzelfde jaar nog levert hij een bijdrage aan Hofstedes project 'La Grande Parade', waarbij hij verschillende Nederlandse muzikanten vroeg een lied te schrijven geïnspireerd door een schilderij. Peters levert het nummer 'Doppelportrait Mit Quappi', naar het schilderij van Max Beckmann. Een live-uitvoering van La Grande Parade is voorlopig het laatste optreden van Peters. Peters neemt een kantoorbaan en verdwijnt als muzikant.
In 1988 en 1989 werkt hij samen met zijn voormalige Nits-collega's aan een soloalbum. Dit komt uit in 1989 onder de titel "The Infant King". Bij een radio-optreden in 1989 voegt hij zich weer bij de Nits en ze spelen enkele nummers van The Infant King.
Hierna is het erg lang rustig rondom Peters. Hij speelt thuis nog weleens gitaar, maar het duurde tot 2000 voordat hij weer op het podium stond. Tijdens de eerste Nits Conventie speelt hij voor het eerst in elf jaar live. In eerste instantie met fancoverband Lice en later die dag met z'n oude Nits-collega's, waaronder enkele nummers in de originele bezetting van de jaren zeventig. 
Bij de tweede Nits Conventie in 2005 stapt hij wederom op het podium en speelt weer enkele nummers mee. Later dat jaar reist hij af naar Zwitserland om daar na zestien jaar weer een opnamestudio in te gaan. Hij is gevraagd door de Zwitserse artiest Simon Ho om gastvocalen te verzorgen op zijn nieuwe album. Peters zingt met zijn zeer herkenbare stijl op twee nummers, samen met Henk Hofstede op deze cd.
In april 2009 komt voor het eerst weer een CD van hem uit. Tezamen met Alex Roelofs (ook ex-Nits) worden een aantal nummers opgenomen in de studio bij Roelofs, uitgebracht onder de titel "The Odd Men Out (on the Poppy Parade). Een midi-cd (8 tracks) met melodieuze teksten, gespeeld en vastgelegd op conventionele wijze.